# Sziamon (III. Thotmesz fia)
Sziamon („Ámon fia”) ókori egyiptomi herceg a XVIII. dinasztia idején; III. Thotmesz fia.
Anyja kiléte nem ismert. Sziamont Szennofer kancellár egyik szobrán említik, mely ma a kairói Egyiptomi Múzeumban van, és mely III. Thotmesz idejére datálható.